# Luke Zeller
Luke Zeller, né le 4 avril 1987, à Ames, dans l'Iowa, est un joueur américain de basket-ball. Il évolue au poste de pivot. Ses frères Cody et Tyler sont aussi joueurs professionnels de basket-ball.